# Johann Andreas Lutterodt
Johann Andreas Lutterodt (* 11. August 1699 in Eickendorf; † 12. März 1771 in Salbke) war ein deutscher Pädagoge und Theologe.

## Leben
Lutterodt studierte in Halle (Saale) und war dann von 1721 bis 1732 zunächst als Erzieher, später als Senior und Prokurator am Magdeburger Kloster Unser Lieben Frauen tätig. Für seinen Nachnamen sind auch die Schreibweisen Lutterot und Lutterod gebräuchlich. 1732 wurde er Pfarrer an der Sankt-Gertraud-Kirche in Salbke. Dieses Amt hatte er bis zu seinem Tod 1771 inne. Er wirkte an mehreren Druckwerken mit, die heute im Verzeichnis der im deutschen Sprachraum erschienenen Drucke des 18. Jahrhunderts verzeichnet sind.
Seine Ehefrau Sabine Dorothea Catharina Lutterodt starb, erst 20-jährig, 1733. Ihr Grabstein befindet sich noch heute an der Salbker Sankt-Gertraud-Kirche. Er heiratete dann die 1715 geborene Johanna Eleonore Beutwitz. Aus der Ehe gingen sechs Kinder hervor. Seine Ehefrau starb am 7. April 1759 in Salbke.

## Werke
- Nuptialem Diem, Qua Vir Admodum Reverendus Ac Doctissimus Dominus Jacob. Conradus Baldamus, Ecclesiæ, Quæ Meizendorfii Est Pastor Adjunctus Dignissimus, Vilantissimus, Virginem Lectissimam Atque Ornatissimam Mar. Elisabetham Mulleriam Viri ... Domini Johannis Guntheri Mulleri, Pastoris Ecclesiarum Kyhnensis ... Anno MDCCXIX. XVI. Cal. Novembr. Kuhnæ Gonjugii Foedere Auspicato Sibi Jungebat, Gratulabundi Celebrare Atque Animi Deditissimi Signum Expondere Volverunt Bini Amici, 1719 (Hochzeitsglückwunsch auf Herrn Jakob Konrad Baldamus und Frau Maria Elisabeth Müller), als Mitautor (online)
- Dissertatio Philosophica De Animae Tranqvillitate : Qvam Amplissimae Facvltatis Philosophicae Consenv, Halle (Saale), 1720, als Respondent
- In Avspicatissimo Viri Svmme Venerabilis, Amplissimi, Doctissimi, Joannis Godofredi Lvdovici Ebeling, Coenobii B. Mar. Virginis Praesvlis Meritissimi, Connvbio Cvm Virgine Generosissima, Lectissimaqve Dorothea Joanna A Windheim, Viri Illvstris Ac Generosissimi Rvdolfi Avg. A Windheim, Haerditarii Ac Dynastae in Timmenroda Cæt. A. D. XXVI. Nov. MDCCXXXXVIII. Rege Clementissime Adnvente In Timmenroda Solemni Ritv Celebrando, Pietatem Devotissimam Sponso Reverendissimo Testatem Facere Debvervnt Joannes Samvel Abraham Fabricivs, Past. Schoenebeccensis, Joannes Andreas Lvtterod, Pastor Salbeccensis, 1748 (Hochzeitsgedicht auf Johann Gottfried Ludwig Ebeling Probst und Dorothea Johanna von Windheim vom 26. November 1748), als Mitautor (online)